# Gaston Carraud
Pour les articles homonymes, voir Carraud.
Œuvres principales
- La Chevauchée de la chimère
- Les Nuits

Gaston Carraud, né le 20 juillet 1864 au Mée-sur-Seine et mort le 15 juin 1920 en son domicile dans le 8e arrondissement de Paris, est un compositeur français et un critique musical.

## Biographie
Gaston Carraud est le fils d'Ivan Carraud (1826-1881), inspecteur général des eaux et forêts, conseiller général du Cher, et de Zoé de Ridder (1835-1903), d'origine belge, et le petit-fils de Zulma Carraud, née Tourangin, femme de lettres et grande amie d'Honoré de Balzac.
Carraud a commencé sa formation musicale à l'École Monge, recevant l'enseignement d'Albéric Magnard, de Charles Koechlin, de Jacques Pillois, d'André Caplet et de Gabriel Bender. Il a étudié ensuite la composition au Conservatoire de Paris avec Jules Massenet et a obtenu en 1890 le Premier Grand Prix de Rome avec la cantate Cléopâtre d'après un texte de Fernand Beissier.
Il a composé par la suite les poèmes symphoniques La Chevauchée de la chimère, Les Nuits d'après les poésies d'Alfred de Musset et l'ouverture Buona Pasqua. À partir de 1905, il a exercé la critique musicale pour le journal La Liberté. En 1921 a été publié à Paris son livre La vie, l’œuvre et la mort d’Albéric Magnard (1865-1914).
Il repose dans le carré familial au cimetière de Nohant-en-Graçay (Cher), aux côtés de Zulma Carraud.

## Source
- (de) Cet article est partiellement ou en totalité issu de l’article de Wikipédia en allemand intitulé « Gaston Carraud » (voir la liste des auteurs).